# Palau de Stameriena
El Palau de Stāmeriena (en letó: Stāmerienas muižas pils; en alemany: Schloss Stomersee) és un palau de la parròquia de Stāmeriena de la regió històrica de Vidzeme, al municipi de Gulbene del nord de Letònia.

## Història
El seu primer propietari va ser el baró Johann Gottlieb von Wolff (1756-1817) i, posteriorment, els seus descendents. Durant la Revolució russa de 1905, la casa va ser incendiada, però més tard la va reconstruir el baró Boris von Wolff (1850-1917) el 1908. Encara que va ser reconstruïda en estil diferent es considera un dels més brillants assoliments arquitectònics de la seva època a Letònia. La mansió va ser una de les poques que no van ser nacionalitzades després de les reformes agràries letones del 1920. Així la família Von Wolff va continuar vivint allà fins a 1939. L'escriptor sicilià Giuseppe Tomasi di Lampedusa va viure en el palau de Stāmeriena uns anys. Es va casar amb la propietària del palau Alexandra Wolf von Stomersee, (1894-1982) el 1932.
Després de la Segona Guerra Mundial es va establir al palau una escola tècnica d'agricultura. Es va quedar sense utilitzar durant sis anys entre 1992 i 1998 quan es va convertir en una propietat privada, va ser restaurada i està oberta al públic.